# Шагимуратова, Альбина Анваровна
Альбина Анваровна Шагимуратова (род. 17 октября 1979, Ташкент, СССР) — российская оперная певица (колоратурное сопрано). Заслуженная артистка Российской Федерации (2017). С 2018 года — солистка Мариинского театра.

## Биография
Альбина Шагимуратова, татарка по национальности, — дочь российского судьи, который окончил Ташкентское музыкальное училище. До 1994 года жила с родителями в Ташкенте, куда её дедушка и бабушка перебрались из Татарстана в 1930-е годы.
Окончила вокальный факультет Казанской консерватории (2004) и аспирантуру (2007) Московской государственной консерватории им. П. И. Чайковского. Продолжила обучение вокалу в студии Хьюстонской оперы (где стажировалась с 2006 по 2008 годы), а также в классах Дмитрия Вдовина в Москве и Ренаты Скотто в Нью-Йорке.
Яркая победа на Международном конкурсе им. П. И. Чайковского в 2007 году (первая премия и золотая медаль) привлекла внимание мировой оперной общественности, и уже в 2008 году Шагимуратова была приглашена на Зальцбургский фестиваль для исполнения партии Царицы ночи в опере Моцарта «Волшебная флейта» под управлением знаменитого маэстро Риккардо Мути.
С 2004 г. по 2006 г.— солистка Московского академического музыкального театра им. К. С. Станиславского и В. И. Немировича-Данченко. С 2008 г. — солистка Татарского академического государственного театра оперы и балета им. М.Джалиля.
После успешного дебюта в Зальцбурге крупные оперные сцены мира стали проявлять заинтересованность к молодой певице. Выступала (главным образом в своей коронной роли Царицы ночи) на сценах театрa «Ла Скала» (Милан), «Метрополитен-оперы» (Нью-Йорк), «Oперы Лос-Анджелеса», «Oперы Сан-Франциско», «Чикагской лирической оперы», лондонского театра «Ковент-Гарден», Венской государственной оперы, Немецкой оперы в Берлине, а также на Глайндборнском оперном фестивале.
Творческая жизнь певицы обогатилась сотрудничеством с такими известными дирижёрами, как Джеймс Конлон, Зубин Мета, Патрик Саммерс, Рафаэль Фрюбек де Бургос, Петер Шнайдер, Адам Фишер, Владимир Юровский, Антонино Фольяни, Робин Тиччиати, Валерий Гергиев, Владимир Спиваков.
В Большом театре дебютировала в 2010 году в роли Царицы ночи. Через год исполнила партию Людмилы на премьере оперы «Руслан и Людмила» (спектакль Дмитрия Чернякова под управлением Владимира Юровского), которой после реконструкции открывалась Историческая сцена.
В 2017 исполнила роль легендарной певицы Аделины Патти в фильме «Анна Каренина. История Вронского» (режиссер Карен Шахназаров). Свою дочь, родившуюся в 2014 году, она назвала Аделиной.
В 2019 году возглавила жюри Международного конкурса вокалистов им. М.И. Глинки, участвовала в работе жюри Международного конкурса им. П.И. Чайковского.

## Награды, звания
- Лауреат международных конкурсов: им. М. Глинки (Челябинск, 2005, I премия), им. Ф. Виньяса в Барселоне (Испания, 2005, III премия), им. П. И. Чайковского (Москва, 2007, I премия и золотая медаль).
- Народная артистка Татарстана (2009).
- Лауреат Государственной премии Республики Татарстан имени Габдуллы Тукая (2011).
- Лауреат российской национальной театральной премии «Золотая маска» в номинации «Женская роль в опере» (за исполнение партии Лючии ди Ламмермур в спектакле Татарского академического государственного театра оперы и балета им. М. Джалиля).
- Лауреат премии музыкальных критиков «Casta Diva» за исполнение партии Людмилы в спектакле Большого театра «Руслан и Людмила» и Лючии в спектакле «Лючия ди Ламмермур» Татарского театра оперы и балета.
- Заслуженная артистка Российской Федерации (2017)[1].
- Премия «Фигаро» (2024)[4].

## Репертуар
- партия Людмилы («Руслан и Людмила», M.Глинка);
- партия Лючии («Лючия ди Ламмермур», Г.Доницетти);
- партия Царицы ночи («Волшебная флейта», В. А. Моцарт);
- партия Джильды («Риголетто», Дж. Верди);
- партия Виолетты Валери («Травиата», Дж. Верди);
- партия Зайтуны («Любовь поэта», Р.Ахиярова);
- партия Адины («Любовный напиток», Г. Доницетти);
- партия Амины («Сомнамбула», В.Беллини);
- партия Антониды («Иван Сусанин», М.Глинка);
- партия Донны Анны («Дон Жуан», В. А. Моцарта);
- партия Манон («Манон», Ж.Массне);
- партия Мюзетты («Богема», Дж. Пуччини);
- партия Соловья («Соловей», И. Стравинского);
- партия Фламинии («Лунный мир», Й.Гайдна);
- партия сопрано («Stabat Mater», Дж. Россини);
- партия сопрано (Восьмая симфония, Г.Малер);
- партия сопрано (Девятая симфония, Л.Бетховен);
- партия сопрано (Реквием, В. А. Моцарт);
- партия сопрано («Военный реквием», Б.Бриттен).